# 航路標識測定船

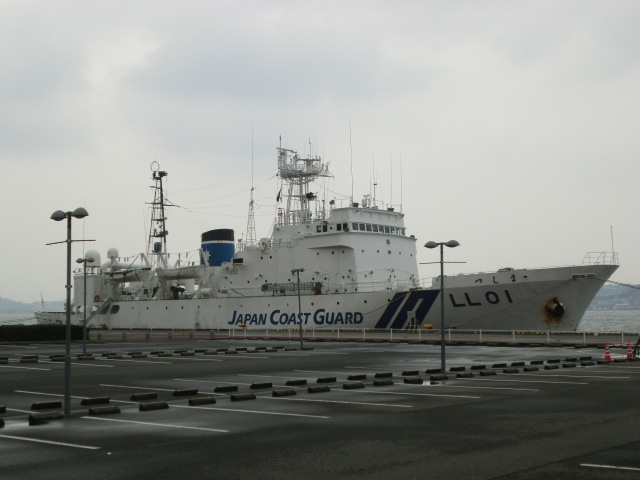
つしま

航路標識測定船（こうろひょうしきそくていせん）は、航路標識の一種である電波標識（ロランC、ディファレンシャルGPS、自動船舶識別装置、無線方位信号所など）の有効範囲や精度や光波標識の視認状況などの測定を主な任務とする海上保安庁が保有していた船舶で、1977年から2012年3月まで就役していたLL-01「つしま」が世界で唯一の航路標識測定に専従する船であった。GPSなどの発展によりその役目を終えたため、代替船建造の予定はない。